# 리어왕

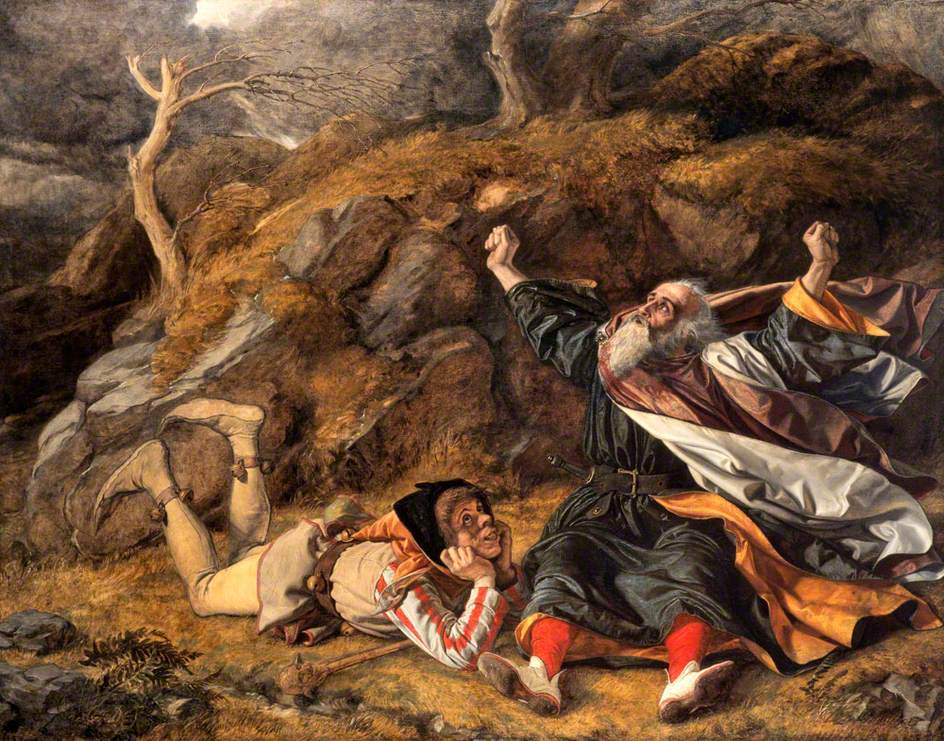
리어왕과 광대

《리어 왕(King Lear)》은 윌리엄 셰익스피어의 비극이다. 《햄릿》, 《오셀로》, 《맥베스》등과 함께 4대 비극으로 손꼽힌다. 로마 침략 이전 영국을 배경으로 한 레이르왕(King Leir) 전설에 바탕하여 1605년에 셰익스피어가 만든 것으로 추정한다.
고대 브리튼 왕국의 리어왕은 나이가 들자 세 딸에게 효심 고백 대결을 시켜 왕국을 나눠주고 자신은 편안한 여생을 보내고자 한다. 그러나 가장 멋진 고백을 하리라 예상했던 막내딸 코딜리어는 입을 다물어 리어왕의 기대를 저버리고, 가장 감동적으로 효심 고백을 한 두 딸은 아버지를 배신한다. 리어는 왕의 권위와 자녀 등 모든 것을 잃고 실성한 채 광야를 헤매게 된다. 마침내 자신이 매몰차게 내쫓았던 막내딸과 재회해서 자신의 잘못을 빌지만 이내 막내딸의 주검 앞에서 울부짖으며 리어왕도 생을 마감한다.
이러한 이야기를 통해 셰익스피어는 개인의 문제부터 가정, 국가, 그리고 자연과 운명이라는 문제, 그리고 청년에서 노년에 이르기까지 인생 전반에 대한 문제 등 문학 작품들에서 다룰 수 있는 광범위한 주제를 한 작품 속에 집약하고 있다. 따라서 시적 표현의 탁월함뿐 아니라 주제의 폭에서 ＜리어왕＞은 셰익스피어의 4대 비극 중 가장 심오하고 진지한 세계를 그려내고 있다.
윌리엄 셰익스피어의 4대 비극은 공통적으로 주인공들이 어떤 성격적 결함을 갖고 있고 이 결함으로 인해 초래된 비극을 다루고 있는데, 리어왕은 교만함으로 인해 파국을 맞는 인물이 주인공이다.

## 등장인물
- 리어 왕: 브리튼의 왕
- 고네릴: 리어의 첫째 딸
- 리건: 리어의 둘째 딸
- 코델리아: 리어의 셋째 딸
- 올바니 공작: 고너릴의 남편
- 콘월 공작: 리건의 남편
- 글로스터 백작: 리어의 신하
- 켄트 백작: 리어의 신하
- 에드거: 글로스터 백작의 아들
- 에드먼드: 글로스터 백작의 사생아
- 오즈왈드: 고너릴의 집사
- 광대: 리어가 데리고 다니는 궁정 광대
- 프랑스 왕: 코델리아의 남편
- 버건디 공작: 코델리아의 구혼자
- 큐런: 글로스터의 하인
- 노인: 글로스터의 소작인
- 전령, 대장, 장교, 기사, 신사, 시종, 하인 및 사자들

## 줄거리
브리튼의 왕 리어는 세 딸들에게 왕국을 나누어 주고, 자신은 왕의 이름만을 간직한 채 노년을 보내려고 한다. 그는 딸들을 불러 모아 자신을 가장 사랑하는 딸에게 가장 큰 영토를 나누어 주겠다고 말한다. 첫째 딸 고너릴과 둘째 딸 리건은 리어에게 과장된 사랑의 찬사를 늘어놓아 자신들의 몫을 얻는다. 그러나 막내 코델리아(코딜리어)는 언니들의 아첨에 반발하여 자신은 딸의 도리를 다하여 아버지를 사랑할 뿐이라고 주장한다. 격노한 리어는 코델리아와 의절하고, 그녀 몫의 땅을 다른 두 딸에게 나누어 준다. 이 와중에 켄트 백작이 리어의 행동에 반발하다 노여움을 사 국외 추방형을 받는다. 코델리아의 강직한 성품에 반한 프랑스 왕이 그녀를 왕비로 맞이한다. 리어는 이제부터 백 명의 기사들을 데리고 고너릴과 리건의 집에서 한 달씩 머무를 것이라고 선언한다.
글로스터의 사생아 에드먼드는 적자인 형 에드거의 재산을 가로채기 위해 가짜 편지를 꾸민다. 에드거가 아버지 글로스터를 죽이고 재산을 좀 더 일찍 상속받으려 한다는 내용의 가짜 편지를 읽은 글로스터는 에드거와 의절하고 찾아내는 즉시 처형할 것을 다짐한다.
켄트 백작은 평민으로 변장하고 리어의 하인이 된다. 고너릴은 리어의 기사들이 지나치게 많아 난동을 부린다며 기사의 수를 반으로 줄일 것을 요구한다. 리어는 분노하여 리건의 집으로 옮겨가기로 결심한다. 고너릴은 집사 오스월드를, 리어는 새로 하인이 된 켄트를 글로스터의 성을 방문 중인  리건에게 전령으로 보낸다. 오스월드와 켄트 사이에 시비가 붙고, 콘월 공작과 리건은 켄트를 형틀에 가두어 놓는다. 에드먼드의 계략에 빠져 도망자가 된 에드거는 미친 거지 행세를 하기로 마음먹는다.
리어는 글로스터의 성에서 리건을 만나지만, 리건은 언니 고너릴에게 돌아가라고 말한다. 이 자리에 고너릴이 도착한다. 두 딸들은 기사의 수를 100명에서 50명, 25명으로 줄이라고 요구하다가 마침내는 한 명도 받아들일 수 없다고 말한다. 딸들의 대접에 리어는 격분한 나머지 광기에 휩싸여 폭풍우 치는 황야로 뛰쳐나간다. 리건과 콘월은 글로스터에게 성문을 잠글 것을 명령하지만, 글로스터는 몰래 리어를 보살피려 한다. 에드먼드가 이를 콘월에게 알리면서 글로스터는 두 눈과 지위를 잃고 에드먼드의 계략을 깨닫는다.(3막 7장) 콘월은 이 와중에 이 잔인한 행동에 반발하는 자신의 하인과 싸우다 치명상을 입어 목숨을 잃는다.
켄트는 프랑스 왕비가 된 코델리아에게 리어의 상황을 알린다. 프랑스 왕은 브리튼으로 군대를 파견한다. 코델리아와 리어는 도버에서 만나고, 리어는 막내딸에게 용서를 구한다. 성품이 상냥하고 리어에게 충실한 알바니(올버니) 공작을 남편으로 둔 고너릴과 과부가 된 리건은 에드먼드를 사이에 두고 사랑의 경쟁을 벌인다. 글로스터는 눈이 먼 채로 도버를 향해 가고, 에드거는 자신의 정체를 밝히지 않은 채 아버지를 인도한다.
프랑스 군은 브리튼 군에 패배하고, 리어와 코델리아는 포로로 사로잡힌다. 에드거는 알바니에게 탄원하여 정식으로 에드먼드와 결투를 벌이고, 승리하여 명예와 지위를 되찾는다. 글로스터는 에드거의 정체를 알게 되자 기쁨이 극에 달한 나머지 숨을 거둔다. 고너릴은 에드먼드를 차지하기 위해 리건을 독살하지만, 곧 자신도 자결한다. 에드먼드는 결투에서 입은 상처로 숨을 거두기 직전, 자신이 코델리아와 리어를 살해하라는 명령을 내렸음을 고백한다. 리어는 코델리아가 죽자 비통함을 이기지 못하고 숨을 거두고 만다.

## 사소한 이야기
- 3막 2장에서 광대가 부르는 노래의 가사는 셰익스피어의 희극 《십이야》에 등장하는 광대가 부르는 노래의 가사와 거의 일치한다.
- 글로스터와 켄트는 브리튼의 지명으로, 글로스터 백작과 켄트 백작은 옛 영국에서 상당히 유력한 귀족이었다. 셰익스피어의 희곡 중에는 영국의 왕을 주제로 하는 것이 많으므로, 글로스터와 켄트 역시 자주 등장한다.

## 작품 인용
| “ | Il est inutile d'aller chercher bien loin quel est le bien et le bonheur. Il est là, dans la paix imposée, dans le travail bien rythmé, en commun et solitaire alternativement, dans la richesse amassée puis redistribuée dans le respect mutuel et la générosité réciproque que l'éducation enseigne. 무엇이 선이고 행복인가를 찾기 위해서 멀리까지 갈 필요가 없다. 그것은 주어진 평화 속에, 공동체와 개인이 서로를 보완해 갈 수 있는 리듬이 있는 노동 속에, 또한 교육으로 가르치는 상호 존중과 호혜적인 너그러움 속에서 축적되고 재분배되는 부속에 있는 것이다. | ” |

## 램 남매
램 남매(찰스 램과 메리 램)가 편집한  셰익스피어 이야기(Tales from Shakespeare)에 리어왕(King Lear)의 이야기가 수록되어 있다.